# Castel del Monte
Castel del Monte – zamek zbudowany w pierwszej połowie XIII w. przez cesarza Fryderyka II Hohenstaufa; uznawany za jedno z najdoskonalszych dzieł architektonicznych średniowiecza.
W 1996 roku został wpisany na listę światowego dziedzictwa UNESCO.

## Nazwa
Nazwa zamku del Monte pochodzi od nazwy kościoła pobliskiego klasztoru benedyktyńskiego Santa Maria del Monte.

## Historia
Castel del Monte znajduje się w Apulii w południowych Włoszech, pomiędzy Corato a Andrią. Usytuowany na samotnym, niskim wzgórzu na wysokości ok. 540 m n.p.m., jest doskonale widoczny nawet z dużych odległości. Jest to jedyny zamek w Apulii, który w pełni zachował swój oryginalny charakter.
Został wybudowany pod koniec pierwszej połowy XIII w. na polecenie cesarza Fryderyka II w ramach programu budowy fortyfikacji w południowej Italii i na Sycylii. W ramach programu budowy umocnień, Fryderyk II wzniósł ok. 200 fortec i pałaców. Surowość architektury zamku przypomina budowle cystersów, których wspierał Fryderyk II. Zamek mógł być zaprojektowany przez cysterskiego architekta Philippe’a Chinarda.
Na potrzeby obronne zamek nie był wystarczająco duży – nie przetrwałby oblężenia. O innym niż obronne przeznaczeniu zamku świadczy perfekcyjna geometria budowli oraz znaczna odległość od jakichkolwiek miejsc czy szlaków strategicznych. Niektórzy autorzy podają, że zamek został zbudowany dla cesarza jako zamek myśliwski do polowań z sokołami. Z zewnątrz Castel del Monte prezentuje się jako forteca – ma masywne mury zewnętrzne, wieże w narożnikach, szczeliny strzelnicowe i bramy z bronami, lecz wewnątrz zamek miał wszelkie wygody domku myśliwskiego.
Po upadku Hohenstaufów Karol I Andegaweński (1226–1285) uwięził na zamku syna Manfreda (1232–1266) i zwolenników dworu niemieckiego. Za panowania królowej Neapolu Joanny I (1326–1382) zamek wszedł w poczet dóbr królewskich. Pod panowaniem hiszpańskim na początku XVI w. stał się lennem generała Gonzalo Fernándeza de Córdoba (1453–1515). W 1528 roku został zbombardowany przez wicehrabiego Lautrec Odeta de Foix (1485–1528), co spowodowało zniszczenia w jego murach zewnętrznych. W XVII w. zamek pozostawał niezamieszkany i nie miał już wyposażenia wewnętrznego. Marmurowe elementy wykończeniowe zostały zabrane przez Burbonów i wykorzystane w parku przy ich pałacu królewskim w Casercie.
Zamek zakupiło państwo włoskie w 1876 roku. Budowlę uznano za zabytek i od 1879 roku poddano serii renowacji.
W 1996 roku zamek został wpisany na listę światowego dziedzictwa UNESCO .

## Architektura

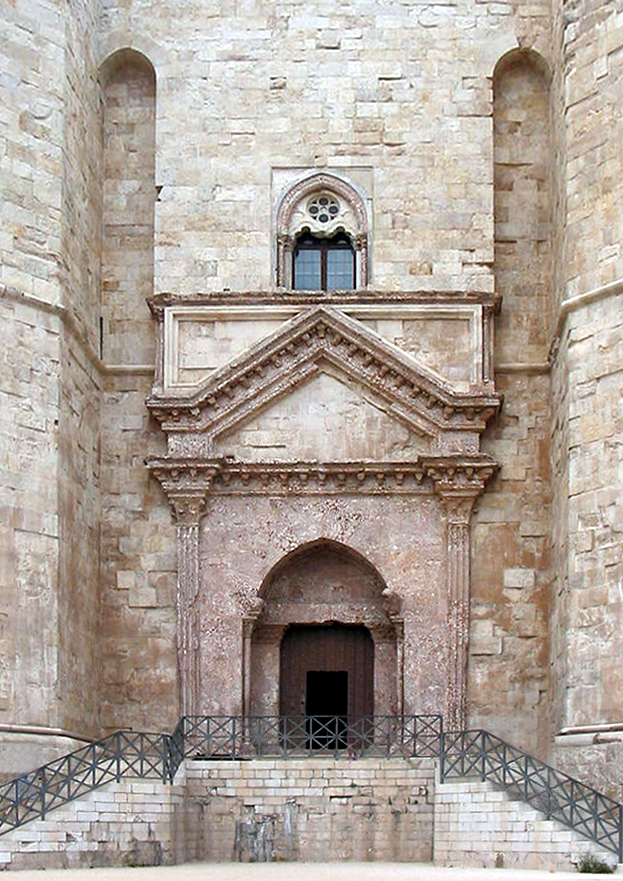
Wejście główne

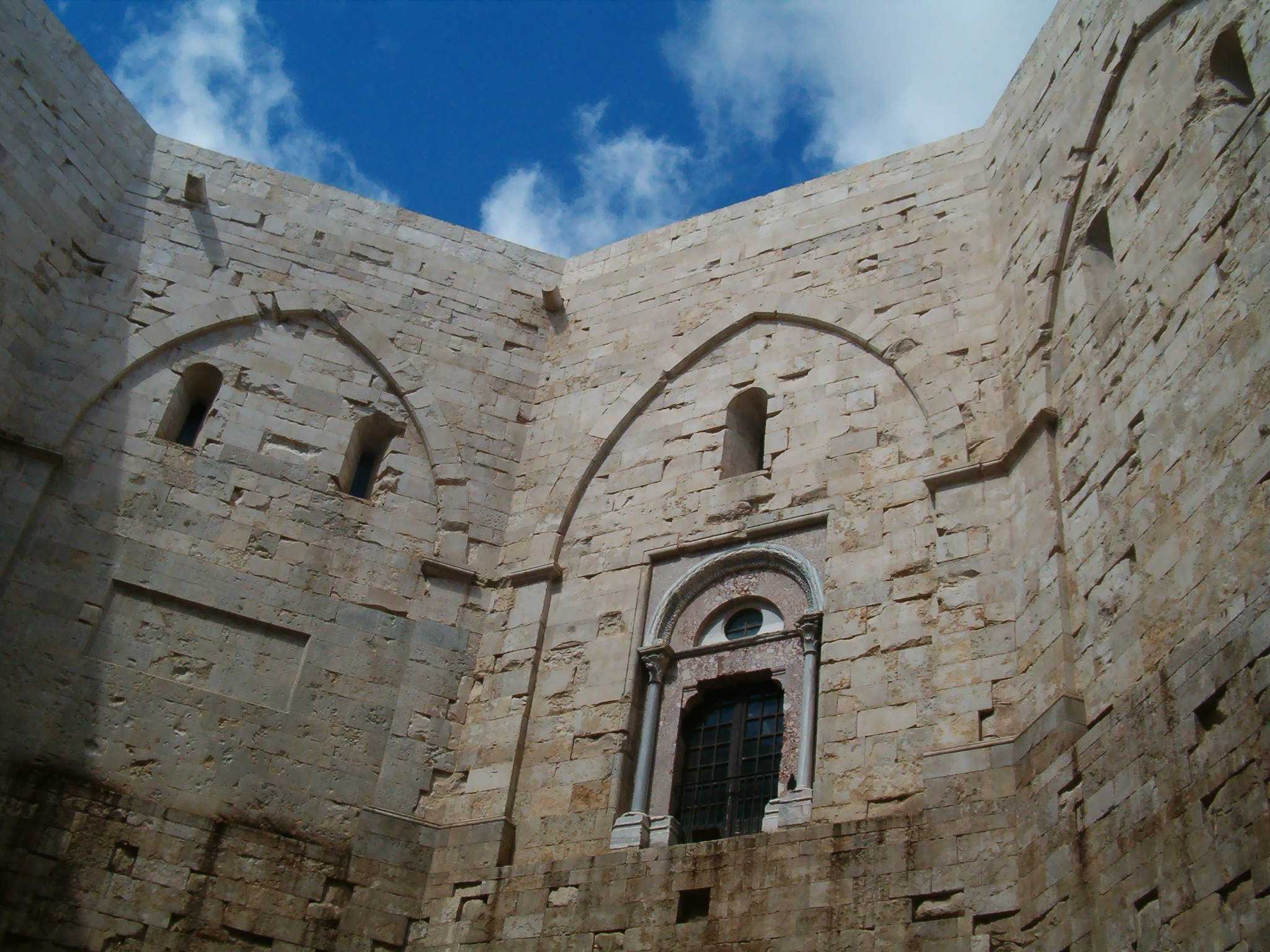
Dziedziniec wewnętrzny

Castel del Monte charakteryzuje się surowością typową dla budowli cysterskich i zdradza wiele elementów architektury islamskiej. Został zbudowany na planie ośmiokąta foremnego z ośmiokątnym dziedzińcem (o szerokości 18 metrów ) i ośmioma ośmiokątnymi wieżami (o średnicy 7,5 m). Zamek nie miał fosy.
Maksymalna wysokość zamku to 24,4 m a maksymalna szerokość to 49,6 m. Długość każdej ściany pomiędzy wieżami to 9,8 m a grubość muru zewnętrznego przy podłożu to 3 m.
Główne wejście do zamku znajduje się od strony Andrii i wykonane jest w stylu klasycznym z elementami gotyku. Nadproże spoczywa na kolumnach z kapitelami z motywem roślinnym; nad wszystkim rozpięty jest ostry łuk, biegnący od lwów umieszczonych nad abakusami kolumn bocznych. Wejście flankują dwa pilastry podtrzymujące gzyms z rodzajem frontonu. Po przeciwnej stronie zamku znajdowało się wejście tylne.
Na parterze znajduje się sześć okrągłych okien z ambrazurami z różowej brekcji, a na piętrze osiem z ambrazurami z różnego rodzaju marmuru.
Na każdym piętrze, wokół dziedzińca rozmieszczonych jest osiem przechodnich pomieszczeń na planie trapezoidalnym. Każde z pomieszczeń ma trzy sklepienia: nad środkową częścią na planie kwadratu – sklepienie krzyżowo-żebrowe, a nad pozostałymi sklepienia pseudokolebkowe. Sklepienia komnat na pierwszym piętrze podtrzymują półkolumny o kapitelach z motywem roślinnym i bazach z różowej brekcji, a piętrze drugim – grupy trzech kolumn typu colonette z białego marmuru. Ściany komnat wyłożone były płytami brekcji w kolorze koralowym lub pomalowane, by imitowały okładzinę. Podłogi parteru wyłożone były mozaikami, z których zachowała się jedynie część ze stylizowanymi kwiatami.
Trzy z wież skrywały kręcone schody, w części znajdowały się toalety, a przeznaczenie innych nie jest znane.